# Richard Armstedt

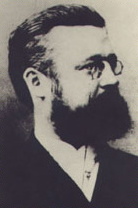
Richard Armstedt

Richard Armstedt (* 10. November 1851 Osterburg, Altmark; † 14. April 1931 in Königsberg (Preußen)) war ein deutscher Philologe, Historiker und Lehrer. 

## Leben
Richard Armstedt wurde 1885 an der Eberhard-Karls-Universität Tübingen zum Dr. phil. promoviert. 1886 wurde er Oberlehrer am Altstädtischen Gymnasium in Königsberg. Von 1900 bis 1921 war er Direktor des Kneiphöfischen Gymnasiums.
Seine wissenschaftlichen Arbeiten befassten sich vor allem mit der Geschichte Ostpreußens. Als Mitglied und Vorsitzender Logenmeister der Königsberger Freimaurerloge „Zum Todtenkopf und Phoenix“ schrieb er deren Geschichte.

## Werke
- mit Richard Fischer: Heimatkunde von Königsberg i. Pr. Königsberg 1895
- Der schwedische Heiratsplan des Großen Kurfürsten. Beilage zum Programm des Altstädtischen Gymnasiums zu Königsberg in Preußen, Ostern 1896. Königsberg 1896
- Geschichte der Königlichen Haupt- und Residenzstadt Königsberg in Preußen. Hobbing & Büchle, Stuttgart 1899. Nachdruck Melchior, Wolfenbüttel 2006
- Geschichte des Kneiphöfischen Gymnasiums zu Königsberg i. Pr. Königsberg 1913, 1914
- Geschichte der Vereinigten Johannis-Loge zum Todtenkopf und Phoenix zu Königsberg i. Pr. in den Jahren 1897–1922. Hartung, Königsberg 1922